# 올 레인지 공격
올 레인지 공격(영어: all range attack, 일본어: オールレンジ攻撃, オールレンジこうげき)은 TV 애니메이션 《기동전사 건담》을 비롯한 《건담 시리즈》에 등장하는 가공의 병기에 있어서의 공격 수법의 일종이다. 또한 다른 작품에서 비슷한 공격 수법의 통칭으로 사용되기도 한다.

## 개요
복수의 공격 단말을 동시에 조작해 적기를 포위하고 공격한다. 《건담 시리즈》의 영상 작품을 통해서 "올 레인지 공격"이라는 말이 나온 것은 최초로 올 레인지 공격이 행해진 《기동전사 건담》의 제39화 〈뉴타입, 샤리아 블루〉뿐이다.

## 같이 보기
- 건담 시리즈